# Karoshi
Karōshi (Japans: 過労死, "dood door overwerk") heeft betrekking op het plotseling overlijden van werkenden. Doodsoorzaak is meestal een hartaanval of beroerte.

## Geschiedenis
In het Europa van de 19e eeuw waren al gevallen bekend van werknemers die dermate hard werkten dat ze er letterlijk bij neervielen. In 1863 overleed een vrouw in Londen nadat ze langere tijd achter elkaar 16,5 uur per dag had gewerkt. Het eerste Japanse geval van karōshi werd in 1969 gerapporteerd. Echter pas in de tweede helft van de jaren 80, toen er in Japan sprake was van een zeepbel-economie, werd karōshi een probleem. Het is sindsdien mogelijk voor de familie om financiële compensatie van de overheid te vragen. Een geval komt slechts voor compensatie in aanmerking indien voorafgaand aan het overlijden 7 dagen achtereen ten minste 16 uur per dag is gewerkt, of ten minste 24 uur aaneengesloten op een enkele dag. De Japanse regering probeert verder het verschijnsel tegen te gaan door bijvoorbeeld thuiswerk te stimuleren.

## Aanleiding
Aanleiding voor karōshi is meestal een te hoge werkbelasting. Stress zorgt dat verschillende chemische stoffen (cholesterol, lipoproteine) langer in het bloed blijven in plaats van door de cellen te worden opgenomen, en hierdoor de vaatwanden verstoppen en hart- en vaatproblemen veroorzaken. Daarbij veroorzaakt het vele overwerk in kantoorfuncties ook obesitas omdat men geen vrije tijd heeft om aan sport te doen en alles slechts om werk draait. Bovendien kan het vele overwerk ook indirect gezondheidsproblemen veroorzaken doordat men bijvoorbeeld geen tijd heeft of neemt om een dokter te bezoeken.
In Japan is het niet ongebruikelijk dat werknemers twaalf uur per dag gedurende zes à zeven dagen per week werken. Daarbij komt dan vaak ook nog dat werknemers geacht worden na het werk gezamenlijk de stad in te gaan. De arbeidscultuur is zeer competitief waarbij men wil uitblinken door hard werk en perfectie. Hierdoor ontstaat de neiging tegen elkaar te concurreren en in ieder geval niet de eerste te zijn die naar huis gaat.

## Cijfers
Volgens cijfers van het Japanse Ministerie van Volksgezondheid over 2006 zouden er 355 werknemers ernstig ziek zijn geworden vanwege te hard en te lang werken; 147 daarvan zouden daaraan zijn overleden. Daarnaast zouden nog eens 819 werknemers mentale klachten (zoals burn-out) hebben opgelopen vanwege het overwerk. In 176 gevallen pleegden werknemers zelfmoord of deden ze een poging daartoe; 65 van deze zelfmoordpogingen slaagden. Dit wordt karōjisatsu (過労自殺, zelfmoord gerelateerd aan overwerk) genoemd. Het aantal karōshi-gevallen ligt al jaren stabiel tussen de 100 en 160 gevallen per jaar, evenals het aantal karōjisatsu-gevallen dat vlak boven de 60 ligt. Het aantal claims bij de Japanse overheid ligt echter vele malen hoger; in 2015 waren het er 1,456. Hieruit kan worden afgeleid dat een groot deel van de claims wordt afgewezen wegens het niet voldoen aan de eisen (voor het overlijden 7 dagen opeenvolgend meer dan 16 uur per dag hebben gewerkt of meer dan 24 uur achter elkaar).

## Buiten Japan
Hoewel de termen karōshi en karōjisatsu vaak in verband wordt gebracht met Japan, bestaan er ook gevallen van karoshi en karojisatsu buiten Japan. Ook hier is in veel gevallen de aanleiding stress door overwerk, met als dieperliggende oorzaak hoge werkdruk en een extreem competitief arbeidsklimaat. In 2008 en 2009 waren er bijvoorbeeld 35 zelfmoorden onder werknemers bij France Telecom. In 2010 waren er 18 zelfmoordpogingen bij het Chinese Foxconn, waarvan 14 slaagden. Op 15 augustus 2013 overleed Moritz Erhardt, een 21-jarige Duitse stagiair in Bank of America Merrill Lynch in Londen, aan een beroerte na 72 uur gewerkt te hebben. Enkele maanden later, in december van dat jaar, overleed de Indonesische Mira Ditan op 24-jarige leeftijd aan een hartstilstand. Haar laatste tweet was: Working for 30 hours and still going strooong'.